# 谢讷河畔奥尔瓦勒
谢讷河畔奥尔瓦勒（法語：Orval sur Sienne，法語發音：[ɔʁval syʁ sjɛn]）是法国芒什省的一个市镇，属于库唐斯区。该市镇于2016年由原市镇奥尔瓦勒和蒙沙通合并而成。

## 地理
谢讷河畔奥尔瓦勒（49°0'52"N, 1°28'17"W）面积19.04 平方千米，位于法国诺曼底大区芒什省，该省份为法国西北部沿海省份，西、北、东北三面环大西洋，东起顺时针与卡爾瓦多斯省、奧恩省、马耶讷省和伊勒-维莱讷省接壤。
与谢讷河畔奥尔瓦勒接壤的市镇（或旧市镇、城区）包括：布里克维尔-拉布卢埃特、谢讷河畔厄格维尔、圣皮埃尔德库唐斯、索塞、谢讷河畔凯特勒维尔、滨海蒙马丹、滨海勒涅维尔。
谢讷河畔奥尔瓦勒的时区为UTC+01:00、UTC+02:00（夏令时）。

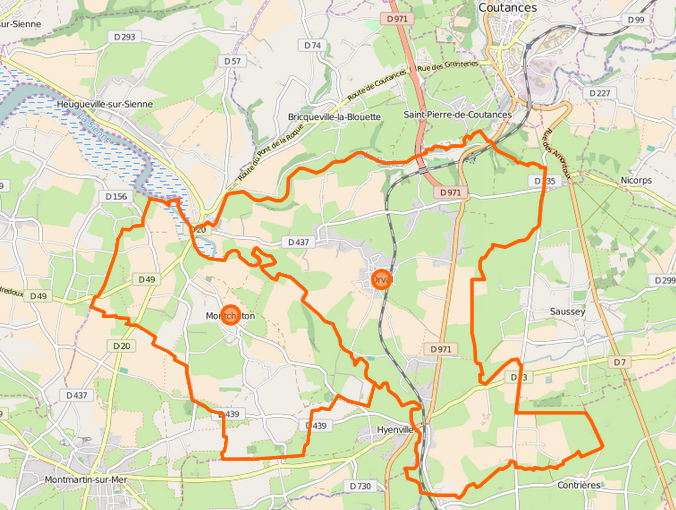
谢讷河畔奥尔瓦勒的OSM定位图

## 行政
谢讷河畔奥尔瓦勒的邮政编码为50660，INSEE市镇编码为50388。

## 政治
谢讷河畔奥尔瓦勒所属的省级选区为库唐斯县。

## 人口
谢讷河畔奥尔瓦勒于2022年1月1日时的人口数量为1222人。